# Beat Gerber
Beat Gerber (* 16. Mai 1982 in Oberlangenegg) ist ein ehemaliger Schweizer Eishockeyspieler, der von 2003 bis 2023 beim SC Bern aus der National League unter Vertrag stand.

## Karriere
Beat Gerber begann seine Karriere als Eishockeyspieler in der Jugend des EHC Oberlangenegg, anschliessend wechselte er zum Nachwuchs der SCL Tigers, für deren Profimannschaft er in der Saison 1999/2000 sein Debüt in der Nationalliga A gab, wobei er in 25 Spielen vier Strafminuten erhielt. Gerber galt rasch als einer der vielversprechendsten Schweizer Defensivverteidiger unter 20 Jahren, lediglich Beat Forster und Severin Blindenbacher, die beide von NHL-Franchises gedraftet worden waren, wurden höher eingestuft. Während seiner Zeit in Langnau spielte er parallel auch für die Zweitligisten HC Ajoie und EHC Visp. Im Sommer 2003 wechselte der Verteidiger zum SC Bern, mit dem er in der Saison 2003/04 auf Anhieb die Schweizer Meisterschaft gewann. Dabei erzielte er in insgesamt 60 Spielen sechs Scorerpunkte. Mit dem SC Bern qualifizierte sich der Linksschütze in der Saison 2007/08 für die Champions Hockey League, in der er in der folgenden Spielzeit in allen vier Gruppenspielen seiner Mannschaft auf dem Eis stand.
Gerber ist der einzige SCB-Spieler, der mit den Mutzen sechsmal die Schweizer Meisterschaft gewann. Am 17. Januar 2020 absolvierte er sein 933. Spiel für den SC Bern und brach den bisherigen Rekord von David Jobin (932 Spiele). Nach der Saison 2022/23 beendete er seine aktive Karriere und wurde Materialwart beim SCB. Mit 1270 Spielen in der National League ist er Rekordhalter der Liga.
Als Kennzeichen des Emmentalers wurde seine bereits früh erlangte Beständigkeit hervorgehoben. Gerber gilt als Defensivverteidiger mit äusserst disziplinierter Spielweise. Dem kampfstarken Abräumer, welcher spielerisch limitiert ist, fehlen die notwendigen Fähigkeiten, um in der Offensive entscheidend zu wirken. Positiv hervorgehoben wurde die Fairness des Akteurs, der zuverlässig seine Defensivaufgaben erfüllt.

### International
Für die Schweiz nahm Gerber an den U18-Junioren-Weltmeisterschaften 1999 und 2000 sowie den U20-Junioren-Weltmeisterschaften 2001 und 2002 teil. Des Weiteren stand er im Aufgebot der Schweiz bei den Weltmeisterschaften 2002, 2006, 2007, 2008 und 2011.

## Erfolge und Auszeichnungen
| - 2004 Schweizer Meister mit dem SC Bern - 2010 Schweizer Meister mit dem SC Bern - 2013 Schweizer Meister mit dem SC Bern - 2015 Schweizer Cupsieger mit dem SC Bern | - 2016 Schweizer Meister mit dem SC Bern - 2017 Schweizer Meister mit dem SC Bern - 2019 Schweizer Meister mit dem SC Bern - 2021 Schweizer-Cup-Sieger mit dem SC Bern |

## Karrierestatistik

### International
Vertrat die Schweiz bei:
| - U18-Junioren-Weltmeisterschaft 1999 - U18-Junioren-Weltmeisterschaft 2000 - U20-Junioren-Weltmeisterschaft 2001 - U20-Junioren-Weltmeisterschaft 2002 - Weltmeisterschaft 2002 | - Weltmeisterschaft 2006 - Weltmeisterschaft 2007 - Weltmeisterschaft 2008 - Weltmeisterschaft 2011 |

(Legende zur Spielerstatistik: Sp oder GP = absolvierte Spiele; T oder G = erzielte Tore; V oder A = erzielte Assists; Pkt oder Pts = erzielte Scorerpunkte; SM oder PIM = erhaltene Strafminuten; +/− = Plus/Minus-Bilanz; PP = erzielte Überzahltore; SH = erzielte Unterzahltore; GW = erzielte Siegtore; 1 Play-downs/Relegation; Kursiv: Statistik nicht vollständig)